# 呉越民系
呉越民系，または呉越民族、呉越人、江南民系。呉語を話す漢民族のことを指す。主に上海市をはじめ、江蘇省南部、安徽省南東部、浙江省や江西省東北部、福建省北部に居住している。呉越地域はこのほか江浙地域とも呼ばれ、昔は江南とも呼ばれ、人々は百越と呼ばれた。現在呉越人人口は約7000万人だが、年々減少していく。

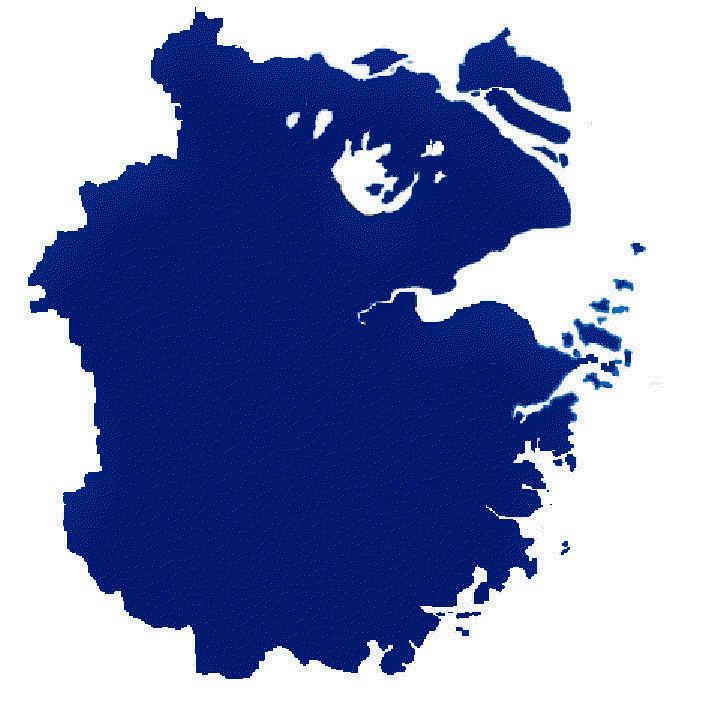
呉越地域

## 歴史
中華文明のなかでも最も早く興ったのがこの江南一帯であり、河姆渡文化、馬家浜文化、良渚文化などが挙げられる。
古代江南に住む百越は中原に住む人たちから野蛮人として見られていた。その後春秋時代に至ると周辺国との交流が盛んになり、春秋戦国時代末期には、漢民族の中心的位置になっていた。その頃、闔閭と勾践がそれぞれ都を蘇州と会稽に置いた呉と越を築き、その後両国は連年戦争を繰り返していたが、最終的には文化、政治共にひとつとなった。
その後、北方で戦乱起こり、長年続いたため中原にいた漢民族が南下をはじめ、晋朝五胡乱華の後となると、大量の北方漢人が江南に移り住んできた。

## 文化
呉越文化は特に建築物が有名で、これらは江南園林とよばれ有名なものには
- 蘇州 拙政園 留園 獅子林 滄浪亭 網師園
- 無錫 寄暢園 蠡園 東林書院
- 杭州 郭荘 汪荘 劉荘
- 湖州 蓮花荘 小蓮荘
- 常熟 燕園
- 上海 豫園
- 常州 近園 約園

などが挙げられる。
また、現在の有名な建築シンボルとしては、東方テレビ塔、杭州湾海上大橋、上海環球金融中心、ジンマオタワーなどがあげられる。
その他音楽では江南絲竹、呉歌、喜劇では崑曲、越劇、滬劇などがある。

## 言語
呉越の人たちは呉越語を母語とし、近代まで呉越語の発祥地とされている蘇州での呉越語が代表的なものとされていたが、上海が経済的に発展している現在では上海での呉越語が標準とされることもある。現在上海で話される上海語は蘇州呉越語と寧波呉越語が混ざってできたものである。

## 経済
呉越地区、即ち江南、長江デルタ地帯は古代から中国で最も経済が発達している場所である。

## 観光
上海、蘇州，杭州，常州，無錫，湖州，嘉興，紹興，寧波などが大都市として挙げられ、周荘，南潯，烏鎮，西塘，同里，木瀆が呉越情緒あふれる場所として観光客に人気である。

## 特産
- 呉越は絹、稲作の発祥地とされ、徳清窯の陶器はとても歴史があることで有名である。
- 絹
- 茶葉（龍井茶、黄山毛峰茶、太平猴魁茶や祁門紅茶）
- 昌化胡桃、天目メンマ
- 刺繍
- 梳篦
- 油絵
- 書道
- 粽、饅頭、ワンタン、小籠包
- 紹興酒
- 扇子など